# Автономный робот
Автономные роботы — роботы, которые совершают выполняют поставленные задачи с высокой степенью автономии, что особенно необходимо в таких областях, как освоение космоса, ведение домашнего хозяйства (например, уборка), очистка сточных вод и доставка товаров и услуг.

## Развитие автономных роботов
В своем развитии роботы прошли немалый путь, который начинался с простых механизмов, выполняющих одно действие по шаблону.
Современные роботы не просто намного сложнее, они требуют все меньшего контроля на каждом этапе, а в не далёком будущем роботы смогут и вовсе обходиться без вмешательства человека при выполнении большинства задач. Современная электроника давно реагирует на изменение условий быстрее и точнее, чем это сделал бы оператор. Например, положение дрона (беспилотника) в пространстве оценивают десятки и сотни раз в секунду. Стабилизация может осуществляться так быстро, что её работу видно только по результату. Легкие БЛА (беспилотные летающие аппараты) устойчиво летают в ветреную погоду, обходят препятствия, совместно действуют в составе звена и удерживают в кадре снимаемые объекты. Пока что большинство беспилотников управляются дистанционно, и конструкторы ставят первоочередной задачей добиться в ближайшем будущем их максимальной самодостаточности.
Одной из важных проблем робототехники является создание для робота возможностей справляться с возложенными на него задачами в любой среде: на земле, под водой, в воздухе, под землей или в космосе.
Полностью автономный робот должен иметь следующие способности:
- Получать и самостоятельно обрабатывать информацию об окружающей среде (Правило № 1)
- Работать больший период времени без человеческого вмешательства (Правило № 2)
- Перемещаться целиком или перемещать какую-то свою часть в пространстве без человеческой помощи (Правило № 3)
- Избегать создания опасных ситуаций для человека, имущества или для самого себя — если только это не предусмотрено спецификацией, характеристиками робота или поставленными ему задачами. (Правило № 4)

Автономный робот может учиться или получать новые умения, например, совершенствовать алгоритмы для выполнения своих задач или адаптироваться к изменениям в окружающей среде.
Автономные роботы, все же, требуют регулярного технического обслуживания, как это делают с другими машинами, если иное не предусмотрено спецификацией.

### Архитектура интеллектуальных роботов
На сегодняшний день предполагается, что в состав интеллектуального робота должны входить следующие системы:
- Исполнительные органы — это манипуляторы, ходовая часть и другие устройства, с помощью которых робот может воздействовать на предметы окружения. Причем по своей структуре это сложные технические устройства, имеющие в своем составе сервоприводы, мехатронные части, датчики, системы управления. По аналогии с живыми организмами — это руки и ноги робота.
- Датчики — это системы технического зрения, слуха, осязания, датчики расстояний, локаторы и другие устройства, которые позволяют получить информацию из окружающего мира.
- Система управления — это мозг робота, который должен принимать информацию от датчиков и управлять исполнительными органами. Эта часть робота обычно реализуется программными средствами. В состав системы управления интеллектуального робота должны входить следующие компоненты:

1. Модель мира — отражает состояние окружающего мира для робота в терминах, удобных для хранения и обработки. Модель мира выполняет функцию запоминания состояния объектов в мире и их свойств.
2. Система распознавания — сюда входят системы распознавания изображений, распознавания речи и тому подобное. Задачей системы распознавания является идентификация, то есть «узнавание» предметов, окружающих робота и их положения в пространстве. В результате работы компонентов системы распознавания строится модель мира.
3. Система планирования действий — осуществляет «виртуальное» преобразование модели мира с целью получения какого-либо действия. При этом обычно проверяется достижимость поставленной цели. Результатом работы системы планирования действий является построение планов, то есть последовательностей элементарных действий.
4. Система выполнения действий — пытается выполнить запланированные действия, подавая команды на исполнительные устройства и контролируя при этом процесс выполнения. Если выполнение элементарного действия оказывается невозможным, то весь процесс прерывается и должно быть выполнено новое (или частично новое) планирование.
5. Система управления целями — определяет иерархию, то есть значимость и порядок достижения поставленных целей. Важными свойствами системы управления является способность к обучению и адаптации, то есть способность генерировать последовательности действий для поставленной цели, а также подстраивать своё поведение под изменяющиеся условия окружающей среды для достижения поставленных целей.

- Система навигации — осуществляет функцию ориентирования робота в трехмерном мире и функцию прокладки рациональных маршрутов для перемещения робота.

### Примеры прогресса в области коммерческих автономных роботов

#### Самообслуживание
Первым требованием к полноценной автономности робота это его способность заботиться о себе. Много роботов, которые имеют питание от батарей, на сегодня способны находить источники питания и самостоятельно подключаться к ним, а некоторые игрушки, например, «Aibo» от фирмы «Sony» также способны самоприкрепляться к своему зарядному устройству.
Самообслуживание базируется на принципе «проприоцепции» или оценки собственного внутреннего статуса. В случае с устройством зарядки батарей, например, — робот может сказать проприоцептивно (после оценки своего состояния), что у него низкий заряд батарей, а потом робот начнет пытаться найти своё зарядное устройство. Другим общим проприоцептивным сенсором является контроль за нагревом (теплообменом с окружающей средой). Усиленные проприоцептивные умения необходимы для роботов, чтобы они автономно работали у потребителей или в чрезвычайно суровых условиях.
Общие проприоцептивные сенсоры:
- Термальный сенсор;
- Датчик эффекта Холла
- Оптический сенсор
- Сенсор контакта с объектами

#### Зондирование (сканирование) среды
Экстероцепция — это оценка параметров окружающей среды. Автономные роботы должны иметь целый ряд датчиков оценки окружающей среды, чтобы выполнять свои непосредственные задачи и избегать неприятностей.
Общие экстероцептивные сенсоры:
- Сенсоры электромагнитного спектра;
- Звуковые сенсоры;
- Сенсоры прикосновения;
- Химические сенсоры (обоняние, запах)
- Температурные сенсоры;
- Сенсоры оценки расстояния до объекта;
- Сенсоры оценки положения (смещение относительно объектов)

Некоторые роботизированные газонокосилки адаптируют своё программное обеспечение, определяя скорость прорастания травы — что необходимо для достижения идеального уровня исполнения работ. А некоторые роботы-уборщики имеют детекторы уровня загрязнения, чтобы определять как легко удаляется грязь: эту информацию они анализируют, чтобы определить, насколько долго им необходимо находиться на определённой площади во время очистки пола.

#### Выполнение заданий

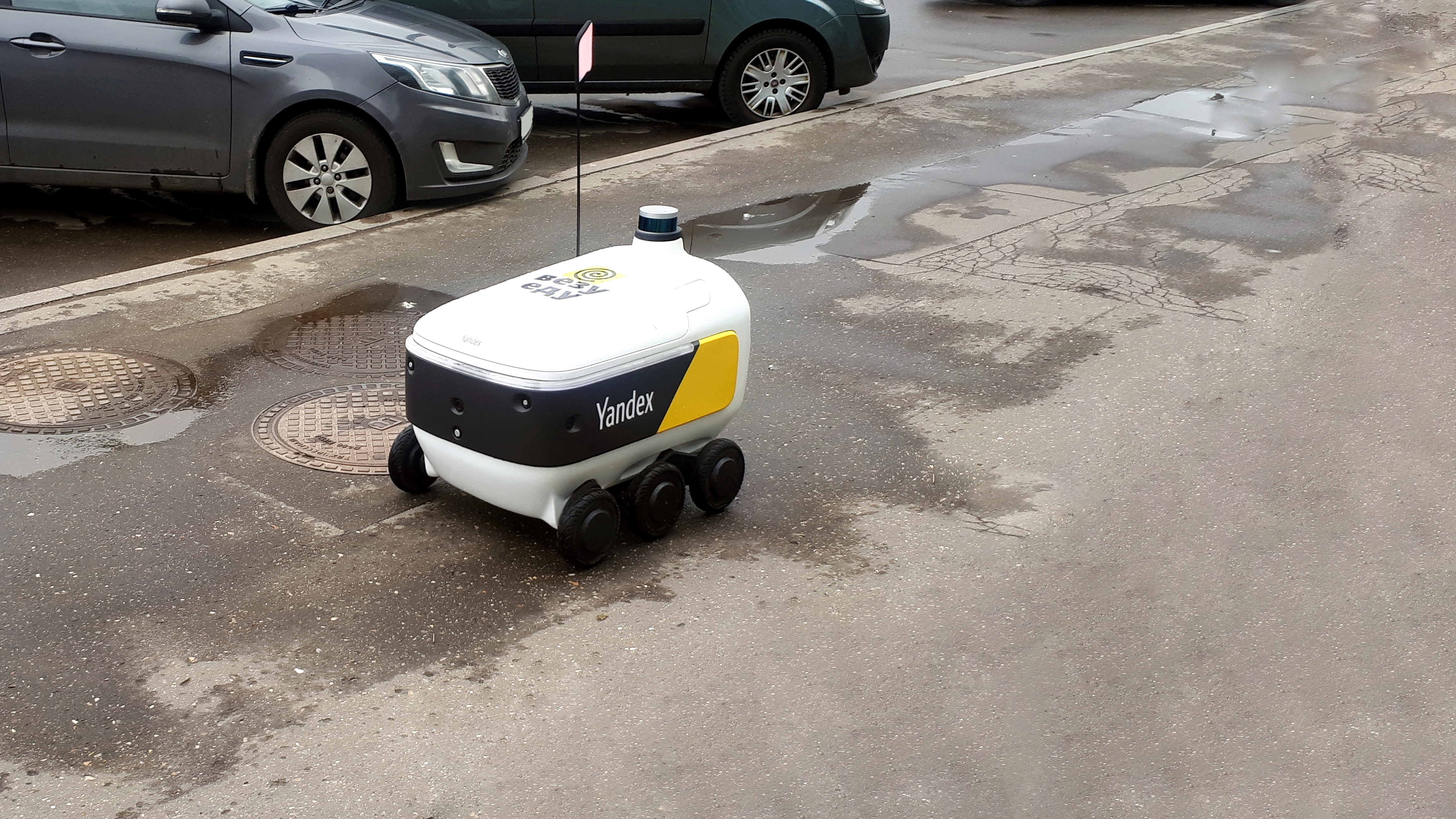
Робот-доставщик Яндекс на первой «прогулке» в городе.

Следующим шагом в развитии автономного поведения становится возможность выполнения некоторых физических задач. Появление новых маленьких роботов пылесосов, таких как iRobot и Electrolux 2002 года подало большие надежды на развитие этой сферы робототехники. Хотя с уровнем интеллектуальности этих роботизированных систем пока есть некоторые проблемы, они уже могут работать и на достаточно больших площадях, и в тесных пространствах, эффективно маневрируя в помещении, так как используют массивы контактных и бесконтактных сенсоров. Оба робота оперативно рассчитывают алгоритмы работы, адаптируют его к конкретным ситуациям, и таким образом, оптимально охватывают рабочую площадь поверхности, на которой они должны работать.
Следующий уровень автономного выполнения задания требует от робота умения выполнять сложные условные задачи. Например, роботы-охранники могут быть запрограммированы для обнаружения вторжений на территорию, и реагировать определённым образом — в зависимости от того, где нарушитель и что он делает.

#### Сенсорное позиционирование и навигация внутри помещения
Чтобы связать своё поведение с местом (провести локализацию), роботу необходимо определить, где он находится и иметь способность передвигаться от одной установленной им точки к другой. Такая навигация началась с проводного управления в 1970-х годах и в начале 2000-х годов превратилась в триангуляцию с помощью маяков. Современные коммерческие роботы уже способны автономно перемещаться, опираясь на анализ потоковых данных непосредственно со своих сенсоров. Первыми коммерческими роботами, которые смогли это делать, были больничные роботы «HelpMate» от компании «Pyxus» и робот-охранник «CyberMotion». Обе системы были разработаны в 1980-те. Эти роботы вначале использовали вручную сделанные CAD-планы пола, сонары и системы определения стен для навигации в помещении. Следующее поколение, такое как «PatrolBot» от фирмы «MobileRobots» и автономная инвалидная коляска, которые были представлены в 2004 году, имели возможность создавать собственные карты помещения, пользуясь лазерными сенсорами, и передвигаться по открытым пространствам, такими как зал или коридор. Их системы контроля оперативно меняли путь навигации, если какая-то преграда оказывалась у них на пути.
Вначале автономная навигация применяла сенсоры-планары (плоские датчики), такие как лазерные дальномеры, которые могли воспринять информацию на одном уровне. Продвинутые системы объединяют информацию от различных сенсоров для локализации (определения местоположения) и навигации. Такие системы, как «Motivity» могут опираться на показания различных сенсоров в различных ситуациях, в зависимости от того, какой сенсор предоставляет наиболее достоверные данные об окружающей среде. Поэтому такие роботы оперативно и самостоятельно создают для себя карту окружающей среды.
Вместо того, чтобы обеспечивать подъём по лестнице, который нуждается в высококвалифицированных специализированных аппаратных средствах, некоторые роботы, обладающие функцией навигации внутри помещений, оперируют в местах, доступных для инвалидов, контролируя лифты и электронные двери. С такими электронно-управляемыми интерфейсами роботы способны легко передвигаться внутри помещений. Автономно забираться на лестницу и открывать двери самостоятельно — это задачи, над которыми работают специалисты по робототехнике в наше время.
С развитием этих внутрипомещениевых технологий, роботы-уборщики получат возможность чистить сложную, заданную пользователем поверхность или весь пол без вмешательства пользователя. Роботы-охранники смогут совместно загонять и окружать злоумышленников, а также и отрезать им путь к бегству. Эти достижения также обеспечивают сопутствующими выгодами: внутренние карты роботов обычно предусматривают наличие «запретных зон», которые устанавливаются людьми — чтобы автономный робот не заходил в определённые регионы.

#### Сенсорное позиционирование и навигация снаружи помещения

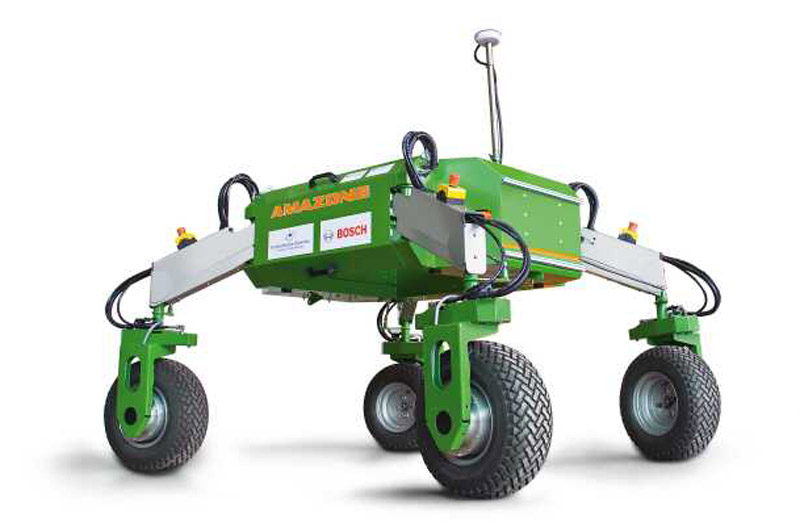
Сельскохозяйственный автономный робот «BoniRob».

Вне помещений Автономности легче всего достичь в воздухе, поскольку препятствий для движения (стен, углов, ступеней лестниц) здесь немного. Крылатая ракета — это очень опасный автономный робот. Беспилотники (беспилотные летающие аппараты) все больше используют в разведке. Некоторые из этих беспилотников (БЛА) способны выполнять свои задачи без какого-либо вмешательства человека, кроме, разве что, возможности приземления, где человек должен использовать удаленный контроль. Некоторые из БЛА, все же, уже имеют способность безопасно приземляться. Особое значение БЛА могут иметь при мониторинге подземных помещений, например, угольных шахт, где они могут вести разведку условий реализации технологических процессов или реализовывать спасательные операции.
Автономности вне помещений очень трудно достичь, учитывая:
- трехмерность поверхности земли;
- большие различия в плотности поверхности;
- погодные особенности;
- нестабильность окружающей среды, о которой собирается информация.

В США в рамках проекта «MDARS» был разработан и создан прототип робота для эксплуатации за пределами помещения ещё в 1990-е, а с 2006 года робот запущена в серию. Роботы «MDARS» от компании «The General Dynamics» могут осуществлять навигацию в полуавтономном режиме и определять вторжения, используя архитектуру программного обеспечения «MRHA», общую для всех беспилотных боевых транспортных средств. Робот «Seekur» был первым коммерческим вариантом автономного робота, который продемонстрировал возможности, соотносимые с «MDARS», он предназначался для аэропортов, коммунальных предприятий, исправительных учреждений и МВД.

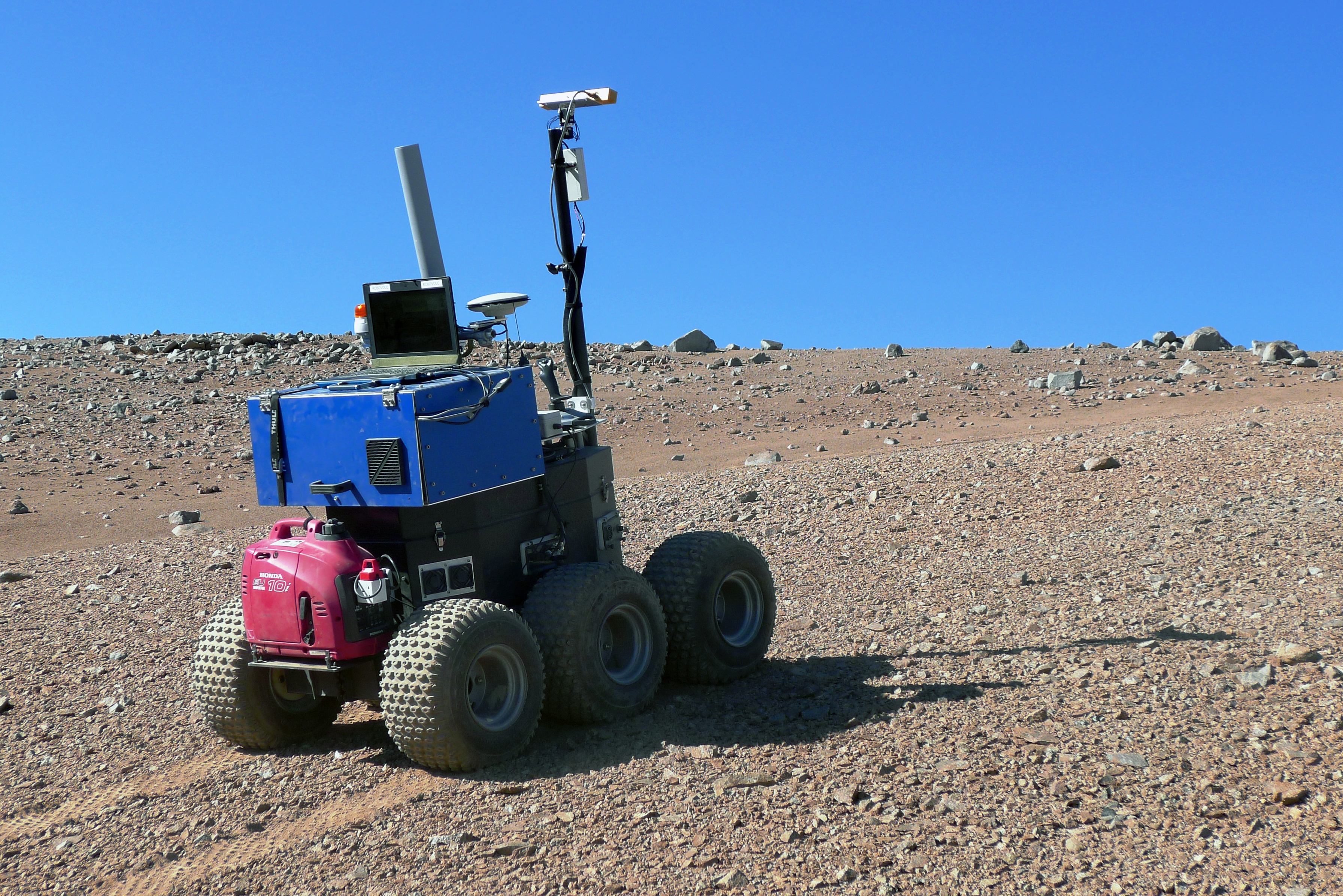
Марсоход «ESA Seeker» во время испытаний в горах Паранал (Чили).

Марсоходы «MER-A» и «MER-B» (сейчас известные как «Спирит» и «Оппортьюнити») могут определять положение солнца и способны устанавливать маршрут своего перемещения таким образом:
- создавая трехмерную карту поверхности;
- высчитывая безопасные и опасные территории поверхности с помощью сенсоров трехмерного видения;
- высчитывая оптимальный путь через безопасные территории в желаемом направлении;
- двигаться в заданном направлении;
- повторять указанные циклы задач, пока желаемый пункт назначения не будет достигнут, или же не будут найдены иные пути к пункту назначения.

Запланированные к выпуску роботы «ESA Rover» и «ExoMars Rover» будут иметь сенсоры видения, которые базируются на относительной локализации и абсолютной локализации — это облегчит навигацию роботов по безопасным и эффективным траекториям к цели с помощью:
- воспроизведения 3D-моделей поверхности, которая окружает марсоход, используя пару стереокамер;
- определения безопасных и опасных территорий и общей сложности для марсохода осуществлять навигацию по поверхности;
- вычисления эффективных путей по безопасным территориям до желаемого места назначения;
- перемещения марсохода по запланированным путям;
- создания «Навигационной карты» всех прошлых навигационных данных.

Соревнования автомобилей-роботов «DARPA Grand Challenge» и «DARPA Urban Challenge», финансируемые правительством США, побудили к развитию новых и гораздо более совершенных способностей и возможностей автономных роботов, тогда как для воздушные автономные роботы это проходили этот этап с 1990 года в рамках Международного конкурса летающих роботов от AUVSI (Международная ассоциация беспилотных транспортных систем).
Водные автономные роботы уже проектируют, а некоторые из них уже построены. В рамках европейской инициативы во Франции собираются построить новое поколение автономных подводных роботов. Генеральный «подрядчик» — компания «Thales», а проект называется «Asemar». Этот аппарат будет предназначен для подводной разведки — с помощью таких роботов, которые курсируют в заданном районе под водой, можно обнаруживать различные объекты (типа морских мин или каких-нибудь контейнеров), можно следить за подводными лодками или, скажем, за боевыми пловцами.
В перспективе — малозаметные аппараты водоизмещением в несколько тонн автономно будут осуществлять патрулирование по заданным маршрутам и при этом смогут покрывать расстояния в тысячи километров. Такие роботы находятся в толще воды, перемещаются по течениям (подробные навигационные карты уже давно «оцифрованы»), а также и с помощью собственного двигателя.

## Проблемы в развитии отрасли автономных роботов
Существует много проблем на пути развития автономных роботов как части прогресса, главной из которых является создание искусственного интеллекта, однако, имеется множество более мелких, но существенных проблем.

#### Проблема создания искусственного интеллекта
Для создания программы действий автономном роботу необходимо каждый раз писать новые и новые алгоритмы: машина не имеет свободы воли даже в рамках выполнения поставленных задач: она лишь выполняет программный код, перебирает варианты для наиболее рационального выполнения поставленной задачи. Когда задача исчерпана — робот теряет мотив для функционирования. Роботу нельзя задать абстрактные инструкции, поскольку нет самого толкования понятия «абстрактная инструкция» в виде «конкретной инструкции». Выходом является создание такой системы, которая сама будет производить для себя алгоритмы действия, поведения или суждения, которые необходимо производить для каждого конкретного случая, а также эта система должна накапливать информацию/опыт и подвергать анализу выводы и обобщения из неё. Такая система, которая делает обобщение — делает абстрактные построения, а не арифметические вычисления, а значит она должна расцениваться как интеллект. Его искусственная природа обусловливает его характеристику как «искусственный интеллект». Автономность роботов в значительной степени зависит от создания искусственного интеллекта (ИИ).
Научные разработки в области искусственного интеллекта зашли в тупик. Никакого общепринятого мнения о том, что такое ИИ, не существует. Зато каждая новая конференция или симпозиум порождает новые и новые «концепции», обладающие общими недостатками. Очень редко появляются на свет новые идеи, например, идея нейронных сетей. Компьютеры все лучше и лучше играют в шахматы. Однако, ни один компьютер не учится и не изобретает новые алгоритмов игры в шахматы самостоятельно: они используют схемы и приемы, подсказанные им талантливыми шахматистами или программистами-математиками, то есть носителями подлинного интеллекта. Компьютеры просто перебирают варианты. Однако в мире зачастую простой перебор вариантов не уместен, так как вариантов очень много, а входные данные неизвестны. Нужна импровизация, абстрактное мышление, на которые машины пока не способны — и выхода из этого положения пока не найдено ни в философском, ни в математическом виде.

#### Проблема питания
Одной из основных проблем при создании полностью автономных роботов является проблема обеспечения их питанием. Одно из возможных решений — снабдить робота солнечными батареями, но такой способ получения энергии может быть не всегда доступен при отсутствии достаточно яркого источника света. В странах, близких к экваториальному поясу это может и не быть проблемой, однако большинство развитых стран расположено в умеренных поясах, поэтому проблема питания, из-за малого КПД современных солнечных батарей, является насущной для автономных роботов. Перспективным путём является обучение роботов добывать энергию самостоятельно так, как делают это животные. Однако, при этом встанет проблема получения качественного биосырья для питания. Возникает идея обучения робота питаться тем, что можно легко найти практически везде, например: опавшими листьями, мертвыми насекомыми или продуктами жизнедеятельности человека.
В 2004 году профессор Крис Мелхиш (Chris Melhuish) из университета Западной Англии (University of the West of England) и его команда разработали робота "EcoBot II, который вырабатывал энергию для своей «жизни» из мух или кусочков гнилых яблок. Его более продвинутый вариант — «EcoBot III». В 2010 году этого робота научили избавляться от отходов жизнедеятельности бактерий так, чтобы бактерии, обеспечивающие работу микробных топливных элементов (МТЭ), не погибали от собственных «нечистот». Сегодня «на стапеле» уже собирают новую модель робота «EcoBot-IV», топливные элементы которого, как предполагают разработчики, смогут работать 20-30 лет, потому что в МТЭ нет движущихся частей. Функционируют только бактерии — а значит, ломаться практически нечему.

#### Проблема навигации
Пока что основной проблемой всех ныне существующих мобильных аппаратов, перемещающихся самостоятельно, без управления со стороны человека, остается навигация.
В связи с попытками создать автономное средство для передвижения возникает ряд проблем, объединённых общим названием — «навигационные задачи». Навигация — наука об управлении передвижением мобильного робота или другого автономного объекта в пространстве. Для успешной навигации в пространстве бортовая система робота должна уметь
- строить маршрут
- управлять параметрами движения — задавать угол поворота колес/руля и скорость их вращения
- правильно интерпретировать сведения об окружающем мире, полученные от датчиков
- постоянно отслеживать собственные координаты.

Традиционно, задачи навигации включают в себя две подзадачи, которые можно разделить во времени: локализация в пространстве и планирование пути. Локализация заключается в оценке текущего положения робота относительно определённых известных опорных пунктов окружающей среды, заданные в абсолютных координатах. Планирование заключается в поиске, по возможности, кратчайшего маршрута и продвижении в пункт назначения.
В целенаправленной навигации принято выделять минимум три иерархических уровня представления проблемы:
- проход препятствий
- локальную навигацию
- глобальное планирование маршрута.

Алгоритмы глобального планирования используют информацию о всем пространстве, чтобы определить участки, по которым возможно движение, и затем выбрать оптимальный путь. Для задачи планирования найдены точные алгоритмические решения. Однако точные алгоритмы имеют большую вычислительную сложность и, кроме того, требуют точных алгебраических моделей помех. Эвристические методы не гарантируют полноты поиска и оптимальности даже при глобальном планировании, когда доступна вся информация об окружающей среде. Однако эвристические глобальные методы планирования уменьшают сложность задачи и чувствительность к ошибкам в данных различными способами. Используя генетические алгоритмы можно найти оптимальный маршрут с учётом минимального времени движения с различными сценариями реальных условиях дорожного движения и разной скоростью движения транспортного средства.
Неотъемлемой частью любой системы навигации является желание достичь пункта назначения и при этом не заблудиться, не врезаться в какой-нибудь из объектов. Также могут быть и другие ограничения на тот или иной маршрут, например: ограничение скорости, или зоны неопределенности, где теоретически, конечно, можно проложить маршрут, но не желательно. Часто маршрут для робота планируется автономно, что может привести робота в пункт назначения при условии, что окружающая среда прекрасно известна и стационарна, поэтому робот может отлично отслеживать окружающую среду. Но при решении навигационных задач в реальной среде соблюдение всех этих условий практически невозможно. Таким образом, ограниченность методов планирования автономного движения привело исследователей к изучению онлайн-планирования — это планирование опирается на знания, полученные от зондирования местной окружающей среды для обработки неизвестных препятствий по мере того, как робот будет проходит путь в пространстве.
Общая постановка задачи планирования пути мобильного робота:
1. Применение эволюционных алгоритмов в задачах навигации
2. Выбор генетического алгоритма для реализации эволюционного навигатора (ЭН)
3. Описание алгоритма эволюционного навигатора и пополнение базы данных алгоритмов новосозданным алгоритмом.

Эволюционный алгоритм, описанный здесь, является эволюционным навигатором, что сочетает в себе автономный режим и режим онлайн планирования с применением простой карты высокой точности и эффективного алгоритма планирования. В первой части алгоритма автономный планировщик глобально ищет оптимальные пути от самого начала и до места назначения, а вторая часть онлайн планировщика отвечает за обработку возможных столкновений или ранее неизвестных объектов, заменив часть первоначального глобального пути на оптимальный подпуть. Важно отметить, что обе части ЭН используют один и тот же эволюционный алгоритм, но с разными значениями различных параметров. ЭН сначала считывает карту и получает исходное и целевое места нахождения. Затем автономный эволюционный алгоритм (АЭА) генерирует близкий к оптимальному глобальный путь: это частично-прямолинейный путь, состоящий из допустимых узловых точек или узлов.
Существует параллельный алгоритм (A1-A2) для захвата летящего объекта рукой робота.

#### Другие проблемы развития автономных роботов

##### Проблемы прямой опасности людям от машин
С неустанным развитием робототехники, роботы и другие автоматизированные системы становятся все более умными и все более развитыми. В то же время на них перекладывают все больше обязанностей: вождение машины, помощь инвалидам и престарелым людям, охрана дома и, вероятно, даже участие в военных операциях. Возникает проблема полного доверия роботам: нет уверенности, что роботы никогда не примут такого решения, что нанесет человеку вред.
В первую очередь проблема касается боевых роботов. В современных армиях роботы применяют, в основном, для обезвреживания мин и бомб, а также для ведения разведки, однако, все чаще их используют как полноценные боевые машины, оснащенные современным вооружением. В это время, как правило, боевым роботом управляет живой оператор, который несет ответственность за все действия вверенного ему устройства. Однако, если предоставить возможность машине самостоятельно принимать решение о выборе цели, ситуация полностью меняется. Современная война должна проходить таким образом, чтобы впоследствии можно было выявить ответственных за смерть мирных людей, погибших в ходе конфликта, и определить степень их вины. Поскольку убийства, совершенные автономными роботами, нельзя оценить с этой точки зрения — понятие «ответственность» к ним в принципе неприменимо. Поэтому разработка таких машин должна быть запрещена из этических соображений. Тем временем автономные машины, способные убивать, уже существуют. Как пример можно привести беспилотные самолёты-разведчики, оснащенные ракетным вооружением и запрограммированные на уничтожение целей, которые имеют набор определённых признаков. Такие аппараты широко использовали военные США в ходе конфликтов на Ближнем Востоке.
Прямым следствием отсутствия человеческих черт является возможность использования роботов в операциях по подавлению народных волнений и угнетению прав человека. Если только появится такая возможность — непременно роботы будут использованы для незаконного захвата и удержания власти. Международное право не гарантирует защиты от агрессии со стороны людей без морали и наделенных властью. Правозащитники считают «бездушные машины» идеальным инструментом для подавления бунтов, репрессий и т. д., поскольку, в отличие от большинства людей, робот не станет обсуждать приказ и выполнит все, что ему укажут. Сам робот не является разумным существом, способным понять суть приказа и остановиться, а применение взысканий в отношении военных, которые послали его на задание — бессмысленно, так же, как и наказывать разработчиков аппаратной и программной части робота.
Уэнделл Уолла, специалист по этике из Йельского университета, и историк и философ когнитивной науки Колин Аллен, который работает в Университете штата Индиана, говорят о неотвратимости всеобъемлющего внедрения автономных роботов в нашу жизнь. Как частичное решение проблемы опасности автономных роботизированных систем для человека, они предлагают новые законы робототехники, приняв которые мы могли бы уменьшить опасность от нашего высокотехнологичного творения:
1. Расположение роботов в местах где изначально низок риск развития опасных ситуаций:
Прежде чем ставить роботам ту или иную задачу, необходимо убедиться, что всем компьютерам и роботам никогда не придется принимать решения, последствия которых не могут быть предусмотрены заранее. Место, где работают роботы, а также средства, которыми они работают — должны делать невозможным даже случайный вред постороннему человеку.
2. Не давать роботам оружие:
Хотя уже слишком поздно пытаться остановить строительство роботов как оружия, но ещё не слишком поздно ограничить их применение только с определённым типом оружия — сети, дротики со снотворным и т. д., или ограничить ситуации, в которых оружие роботов допустимо применять.
3. Дать роботам законы робототехники как у Азимова:
Хотя правила Азимова плохо применимы из-за обилия сложности в определении морали: добра, зла, ценности, приоритетов и тому подобного — тем не менее, правила могут успешно ограничить поведение роботов, поставить их в очень ограниченные условия.
4. В законы робототехники должны быть заложены определённые принципы, а не простые инструкции:
Придать роботам мотивацию, например сделать приоритетом «наибольшее благо для наибольшего числа людей» — скорее всего, это будет безопаснее, чем закладывание упрощенных правил.
5. Обучение роботов, как детей вместо загрузки готового базового пакета алгоритмов:
У машин, которые учатся и постепенно, как бы, «взрослеют», можно развить понимание тех действий, которые люди считают правильными и неправильными. Программирование нейропроцесоров, перспективных баз для создания новейших автономных роботов, предусматривает только такой подход в противовес алгоритмизованному закладыванию наборов инструкций. Вероятность успеха этого положения достаточно перспективна, хотя эта стратегия требует нескольких технологических прорывов. В настоящее время инструментов, способных обучать роботов подобно людям, почти не существует.
6. Наделить машины эмоциями — искусственной психикой:
Человеческие способности, такие как эмпатия, эмоциональность и способность читать невербальные сигналы социального общения, должны дать роботам гораздо большие способности к взаимодействию с людьми. Работа в этом направлении уже началась, планируется, что домашние роботы в будущем будут обладать такими «эмоциональными» свойствами. Вероятность успеха этого подхода достаточно высока. Развитие эмоционально чувствительных роботов, безусловно, поможет реализации трех предыдущих законов робототехники. Большую часть информации мы используем, чтобы сделать выбор и сотрудничать с другими людьми. Выбор происходит из-за наших эмоций, а также, из-за нашей способности читать жесты и намерения, представлять события с точки зрения другого человека.

##### Косвенные угрозы от автономных роботов
Эти проблемы связаны с перспективным лавинообразным вторжением автоматизированных роботов во все сферы человеческой профессиональной деятельности. Это связано
- во-первых, с развитием прогресса
- во-вторых, с удешевлением роботов и доступностью их для коммерческого сектора
- в-третьих, с непрестанным увеличением КПД от применения робота вместо человека.

И обыкновенная безработица — не только поверхностное явление среди большого количества социально-психологических проблем, которые будут возникать с последующей роботизацией общества.
Первая проблема связана с возможной потерей стимулов к творчеству в результате массовой компьютеризации или использования машин в сфере искусств — как это сейчас происходит в некоторых областях, где люди-рабочие вытесняются автоматизированными конвейерами и автоматами — уборщиками, продавцами, охранниками и так далее. Хотя в последнее время стало ясно, что человек добровольно не отдаст самую квалифицированную — творческую работу потому, что она для самого человека очень привлекательна.
Вторая проблема носит более серьёзный характер и на неё не один раз указывали такие специалисты, как Н. Винер, Н. М. Амосов, И. А. Полетаев и другие. Заключается она в следующем: уже сейчас существуют машины и программы, способные в процессе работы самообучаться, то есть повышать эффективность приспособления к внешним факторам. В будущем, возможно, появятся машины, обладающие таким уровнем приспособляемости и надежности, что необходимость человеку вмешиваться в процесс отпадет. В этом случае возможна потеря самим человеком своих качеств, ответственных за поиск решений. Реальной перспективой является деградация способностей человека к реакции на изменение внешних условий и, возможно, неспособность принятия управления на себя в случае аварийной ситуации. Встает вопрос о целесообразности введения некоторого предельного уровня автоматизации процессов, связанных с тяжелыми аварийными ситуациями. В этом случае у человека, «надзирающего» за управлением машиной, всегда хватит умения и реакции таким образом воздействовать на ситуацию, чтобы предотвратить развитие аварийной ситуации. Такие ситуации возможны на транспорте, в ядерной энергетике и тому подобное. Особо стоит отметить такую опасность в ракетных войсках стратегического назначения, где последствия ошибки могут иметь фатальный характер. Несколько лет назад в США начали внедрять полностью компьютеризированную систему запуска ракет по командам суперкомпьютера, который обрабатывал огромные массивы данных, собранные со всего мира. Однако, оказалось, что даже при условии многократного дублирования и перепроверки, вероятность ошибки оказалась бы столь велика, что отсутствие контролирующего оператора привело бы к непоправимым поледствиям. От системы отказались.
Люди будут постоянно решать проблему искусственного интеллекта, постоянно сталкиваясь со все новыми проблемами. И, видимо, этот процесс бесконечен.